# OverKill
OverKill est un jeu vidéo de type shoot 'em up vertical développé par Tech-Noir et édité par Epic MegaGames, sorti en 1992 sur DOS.